# Queimadas (Bahia)
Queimadas é um município brasileiro do estado da Bahia. Está situada a uma latitude 10º58'42" sul e a uma longitude 39º37'35" oeste. 
Sua população, conforme o Censo 2022 do Instituto Brasileiro de Geografia e Estatística (IBGE), foi de 25 988 habitantes. Possui uma área territorial de 2 011,060 km².

## História
Originalmente habitada por indígenas, cujo nome não é certo, mas que deixaram vestígios, o devassamento primitivo da região de Queimadas ocorreu no século XVII, com a expansão do latifúndio da Casa da Ponte e as expedições para Jacobina.
No século XVIII, a região da atual cidade de Queimadas pertencia a duas fazendas chamadas “As Queimadas” – de onde provém o nome do município -, pertencente a Isabel Maria Guedes de Brito, cuja denominação vem das grandes queimadas para pôr roçados na Caatinga, hábito esse herdado dos indígenas. Com o passar do tempo, Isabel franqueou terras àqueles que queriam se fixar nas fazendas das Queimadas.
Em 1815, foi erguida, no povoado nascente de Queimadas, uma capela em louvor a Santo Antônio, cuja imagem foi entronizada em 13 de junho desse ano. Segundo a lenda, essa imagem do santo casamenteiro apareceu milagrosamente debaixo de uma árvore em frente ao local em que a capela foi edificada e a proprietária da fazenda a recolheu várias vezes, mas ela sempre reaparecia no local em que fora encontrada, o que indicava, segundo os locais, que Santo Antônio queria que ali fosse edificada uma capela.
Pela Lei Provincial n° 168, de 19 de maio de 1842, a povoação de Queimadas foi elevada à categoria de freguesia, com o nome “Santo Antônio de Queimadas”, sendo subordinada à Vila Nova da Rainha (atual Senhor do Bonfim).
A Resolução provincial n° 2454, de 20 de junho de 1884, desmembra da Vila Nova da Rainha as freguesias de Santo Antônio das Queimadas e São Gonçalo da Serra da Itiúba para formar a nova Vila Bela de Santo Antônio das Queimadas, a qual foi instalada em 20 de junho de 1887.
Em 6 de fevereiro de 1886, foi a inaugurada a estação ferroviária de Queimadas, pertencentes à Estrada de Ferro da Bahia ao São Francisco. Em 1897, durante a Guerra de Canudos, por esta estação de trem transitaram os soldados da quarta expedição contra o arraial de Antônio Conselheiro.
A Lei estadual n° 1081, de 19 de junho de 1915, simplifica o nome do município de Santo Antônio de Queimadas para Queimadas.
Ao longo de sua história, Queimadas perdeu território para a criação dos municípios de Itiúba (1935), Santa Luzia (atual Santaluz, 1935) e Nordestina (1985).
Queimadas é hoje uma cidade de festas populares e de pessoas que através da arte resgatam a cultura do povo brasileiro, nordestino, baiano e queimadense.

## Demografia
A população do município foi estimada em 27 362 pessoas em 2024, segundo projeção do IBGE.

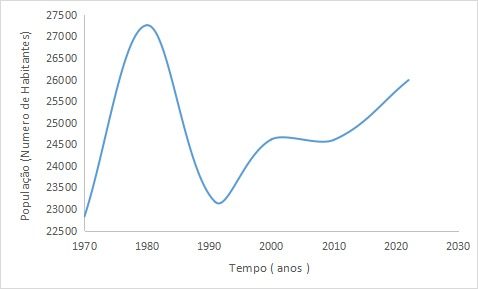
Crescimento populacional do município de Queimadas - BA segundo censo IBGE 2022

O município evoluiu no Índice de Desenvolvimento Humano Municipal (IDHM). No ano de 1991, o índice era de 0,267. No ano de 2000, era de 0,434. O mais recente medido, no ano de 2010 com 0,592.

## Geografia
Os principais acidentes geográficos do município são o Rio Itapicuru, em cujas margens está a sede municipal, e a Serra das Marrecas.

## Infraestrutura

### Saúde
A mortalidade infantil (mortalidade de crianças com menos de um ano de idade) no município passou de 15,23 por mil nascidos vivos, em 2006, para 10,3 por mil nascidos vivos, no ano de 2019.
- Hospital Municipal Dr° Edson Silva[10]

### Educação
- Faculdade Santo Antônio de Queimadas[11]

## Filhos ilustres
- Artur Negreiros Falcão - importante advogado e político baiano, tendo sido eleito deputado federal pelo estado da Bahia, chegando a participar das constituintes de 1934 e 1946.[12]

## Na cultura popular
A cidade é citada diversas vezes no livro Os Sertões do escritor e jornalista carioca Euclides da Cunha - considerado um dos principais livros da literatura brasileira.
Dada a importância do município na Guerra de Canudos, a cidade é recorrentemente descrita no livro.